# فيدر
فيدر (واشنطن) (بالإنجليزية: Vader, Washington)‏ هي مدينة تقع في الولايات المتحدة في مقاطعة لويس، واشنطن. يقدر عدد سكانها بـ 621 نسمة ومساحتها 2.41 كم2 وترتفع عن سطح البحر 49 متر.

## التركيبة السكانية
قام مكتب تعداد الولايات المتحدة بتحديد بيانات التركيبة السكانية لفيدرفي تعداد الولايات المتحدة. في ما يلي، التركيبة السكانية حسب تعدادي 2000 و2010.

### تعداد عام 2000
بلغ عدد سكان فيدر 590 نسمة بحسب تعداد عام 2000، وبلغ عدد الأسر 208 أسرة وعدد العائلات 151 عائلة مقيمة في المدينة. في حين سجلت الكثافة السكانية 654.4 نسمة لكل ميل مربع (252.7/كم2). وبلغ عدد الوحدات السكنية 230 وحدة بمتوسط كثافة قدره 255.1 نسمة لكل ميل مربع (98.5/كم2).
وتوزع التركيب العرقي للمدينة بنسبة 93.56% من البيض و 0.34% من الأمريكيين الأصليين و 4.24% من عرقين مختلطين أو أكثر.
بلغ عدد الأسر 208 أسرة كانت نسبة 38.5% منها لديها أطفال تحت سن الثامنة عشر تعيش معهم، وبلغت نسبة الأزواج القاطنين مع بعضهم البعض 55.3% من أصل المجموع الكلي للأسر، ونسبة 10.6% من الأسر كان لديها معيلات من الإناث دون وجود شريك، وكانت نسبة 27.4% من غير العائلات. تألفت نسبة 23.6% من أصل جميع الأسر من أفراد ونسبة 9.1% كانوا يعيش معهم شخص وحيد يبلغ من العمر 65 عاماً فما فوق. وبلغ متوسط حجم الأسرة المعيشية 3.36، أما متوسط حجم العائلات فبلغ 2.84.
بلغ العمر الوسطي للسكان 36 عاماً. وكانت نسبة 5.9% بين الثامنة عشر والأربعة وعشرون عاماً، ونسبة 26.8% كانت واقعةً في الفئة العمرية ما بين الخامسة والعشرون حتى والأربعة وأربعون عاماً، ونسبة 22.2% كانت ما بين الخامسة والأربعون حتى الرابعة والستون، ونسبة 12.2% كانت ضمن فئة الخامسة والستون عاماً فما فوق. يوجد لكل 100 أنثى 97.3 ذكر، ويوجد لكل 100 أنثى في الثامنة عشر من عمرها فما فوق 99.0 ذكر.
بلغ متوسط دخل الأسرة في المدينة 30,750 دولار، أما متوسط دخل العائلة فبلغ 32,188 دولار. وكان متوسط دخل الذكور 35,139 دولار مقابل 16,875 دولار للإناث. وسجل دخل الفرد الخاص بالمدينة 15,481 دولار. وكانت نسبة 21.9% من العائلات ونسبة 23.7% من السكان تحت خط الفقر، وكان من هؤلاء نسبة 28.4% تحت سن الثامنة عشر ونسبة 3.1% في الخامسة والستين من العمر وما فوق.

### تعداد عام 2010
بلغ عدد سكان فيدر 621 نسمة بحسب تعداد عام 2010، وبلغ عدد الأسر 228 أسرة وعدد العائلات 157 عائلة مقيمة في المدينة. في حين سجلت الكثافة السكانية 667.7 نسمة لكل ميل مربع (257.8/كم2). وبلغ عدد الوحدات السكنية 258 وحدة بمتوسط كثافة قدره 277.4 لكل ميل مربع (107.1/كم2).
وتوزع التركيب العرقي للمدينة بنسبة 87.9% من البيض و 2.3% من الأمريكيين الأصليين و 1.0% من الأمريكيين ذوي الأصول الآسيوية و 0.2% من سكان جزر المحيط الهادئ و 7.7% من عرقين مختلطين أو أكثر.
بلغ عدد الأسر 228 أسرة كانت نسبة 32.9% منها لديها أطفال تحت سن الثامنة عشر تعيش معهم، وبلغت نسبة الأزواج القاطنين مع بعضهم البعض 52.2% من أصل المجموع الكلي للأسر، ونسبة 10.1% من الأسر كان لديها معيلات من الإناث دون وجود شريك، بينما كانت نسبة 6.6% من الأسر لديها معيلون من الذكور دون وجود شريكة وكانت نسبة 31.1% من غير العائلات. تألفت نسبة 24.6% من أصل جميع الأسر من أفراد ونسبة 11.8% كانوا يعيش معهم شخص وحيد يبلغ من العمر 65 عاماً فما فوق. وبلغ متوسط حجم الأسرة المعيشية 3.18، أما متوسط حجم العائلات فبلغ 2.72.
بلغ العمر الوسطي للسكان 41.4 عاماً. وكانت نسبة 24.2% من القاطنين تحت سن الثامنة عشر، وكانت نسبة 8.8% بين الثامنة عشر والأربعة وعشرون عاماً، ونسبة 21.8% كانت واقعةً في الفئة العمرية ما بين الخامسة والعشرون حتى والأربعة وأربعون عاماً، ونسبة 29.2% كانت ما بين الخامسة والأربعون حتى الرابعة والستون، ونسبة 16.1% كانت ضمن فئة الخامسة والستون عاماً فما فوق. وتوزع التركيب الجنسي للسكان بنسبة 52.8% ذكور و47.2% إناث.